# Geestdorf
Geestdorf (niederdeutsch Geestdörp) ist ein Ortsteil der Gemeinde Gnarrenburg im Landkreis Rotenburg (Wümme) in Niedersachsen.

## Geographische Lage
Geestdorf liegt im nördlichen Bereich des Ortsgebietes von Gnarrenburg.

## Geschichte

### 19.Jahrhundert
Geestdorf verfügte im Jahr 1848 über zehn Wohngebäude mit 63 Einwohnern und gehörte zur Vogtei Gnarrenburg im Amt Bremervörde. Am 1. Dezember 1871 waren es bereits 207 Einwohnern in 20 Häusern. Für das Jahr 1895 werden 444 Einwohner angegeben.

### Eingemeindungen
Im Jahr 1904 wurde Geestdorf nach Gnarrenburg eingemeindet. Im Zuge der Gebietsreform am 8. April 1974 entstand die bis heute bestehende Gemeinde Gnarrenburg.